# Homertrücken
Der Homertrücken ist eine naturräumliche Einheit mit der Ordnungsnummer 3362.2 innerhalb des Südsauerländer Berglands (3362). Er umfasst laut dem Handbuch der naturräumlichen Gliederung Deutschlands die nordöstliche Fortsetzung des Ebbegebirges zwischen der Lenne und der Wenne. Der Naturraum befindet sich hauptsächlich auf den Stadtgebiet von Sundern mit Anteilen von Finnentrop und Eslohe im südlichen Bereich. Er ist benannt nach dem 656,1 m über NHN hohen Homert, dem rechtslennischen Gegenstück zur 662,7 m hohen Nordhelle im Ebbegebirge.
Das Gelände ist in Ostwestrichtung streichende, breite, wellige bis flachkuppige und bewaldete Höhenrücken und Talmulden gegliedert, die auf 500 bis 650 m ansteigen. Geologisch basiert der Naturraum auf unter- und mitteldevonische Gesteinen und folgt bei deren Aufbau der Achse des abtauchenden Ebbesattels. Die Glinge-Salwey-Furche gliedert den Homertrücken in die nördliche Wildewiese-Homert und die südliche Schliprüther Homert. Am nordöstlichen Rand untergliedert sich die Wildewiese-Homert in die kleinere Meinkenbrachter Ausraummulde.
In dem Naturraum herrscht, ähnlich wie im angrenzenden Ebbegebirge, ein raues Klima mit einer Mai/Juli-Mitteltemperatur von kaum 13 °C und 1100 bis 1200 mm Jahresniederschlag. Die wenigen Siedlungen im Naturraum wie Hagen, Saal, Lenscheid, Wildewiese, Endorfer Hütte, Röhrenspring, Brenschede, Meinkenbracht, Kloster Brunnen, Schliprüthen, Klingelborn, Weuspert, Faulebutter und Wörden befinden sich in kleineren Rodungsinseln.
Der Naturraum grenzt im Norden (von West nach Ost) an die naturräumliche Einheiten Neuenrader Hochflur (Ordnungsnummer 3361.8), Oberhönnewinkel (335.7), die Hellefelder Senken (335.6), die Grevensteiner Berge (3362.3) und die Meschefelder Kammer (335.5), im Süden (von Ost nach West) an die Eslohe-Reister-Senke (335.4), den Kobbenroder Riegel (335.3) und die Attendorner Mulde (335.2/.3) und im Westen an das Rönkhauser Lennetal (3362.1).
Erhebungen im Naturraum sind unter anderem Homert (517 m), Uchtenberg (479 m), Twern (478 m), Markenhagen (465 m), Ringelberg (464 m), Brandige Kopp, Mattenhagen (542 m), Eggenberg (557 m), Poggelshagen (480 m), Stühlhahn (525 m), Krusenberg (493 m), Rettenberg (538 m), Auf´m Stein (530 m), Dohfert (534 m), Denstenberg (560 m), Blackshahn, Blackhahns Kopf (558 m), Christenberg (521 m), Bauvert (442 m), Hervert (523 m), Haunscheid (562 m), Waldeshöhe (626 m), Druberg (513 m), Lange Hardt (536 m), Sörpeberg (634 m), Schomberg (647 m),  Allersberg (580 m), Sellenstücke (651 m), Rachenberg (473 m), Hüttenberg (507 m), Lichteloh (519 m), Fehrenberg (507 m), Bornberg (501 m), Sahlenberg (539 m), Streisberg (460 m), Krähenberg (510 m), Hegge (491 m), Hohe Liete (563 m), Dümberg (576 m), Beerenberg (533 m), Gangesberg (541 m), Häckeschott (423 m), Estenberg (473 m),  Henneberg (559 m), Reinscheid, Bauskert (595 m), Homert (656 m), Mettenberg (504 m), Kupferberg (535 m), Essenberg (566 m), Vellberg (494 m), Böse Burg (551 m), Kohlhölzchen (561 m), Baukloh (616 m), Pankoppe (602 m), Sellenstücke (651 m), Trüttenberg, Pastenberg (489 m), Menscheid (532 m), Sterlberg (554 m), Dupp (476 m), Almert (519 m), Hohe Hardt (502 m), Kleiner Limberg (368 m) und Dahlberg (502 m).

## Naturräumliche Gliederung
Der Homertrücken untergliedert sich in kleinteiligere naturräumliche Einheiten:
- 3362.2 Homertrücken
  - 3362.20 Schliprüther Homert
  - 3362.21 Wildewiese-Homert
    - 3362.210 Meinkenbrachter Ausraummulde